# Jan Gałęski
Jan Gałęski (ur. 11 października 1906 w Poznaniu, zm. 2 października 1973 tamże) – polski działacz komunistyczny, funkcjonariusz aparatu bezpieczeństwa PRL.
Skończył 6 klas szkoły podstawowej, potem pracował sezonowo przy robotach ziemnych. Od 1927 działacz Związku Młodzieży Komunistycznej (ZMK) (od 1930 KZMP). 1930-1932 sekretarz komórki KZMP w dzielnicy Poznań-Górczyn. 1927-1931 działał w PPS-Lewicy, skarbnik w Górczynie, poza tym był działaczem Towarzystwa Oświaty Robotniczej "Świt" i MOPR. 1928 brał udział w kampanii wyborczej do sejmu jako agitator na rzecz listy Radykalnych Socjalistów. Wraz z liczną grupą działaczy PPS-Lewicy został aresztowany, 12 lipca 1930 zwolniony z braku dowodów. 1932-1938 działacz KPP. Uczestniczył w kilku akcjach organizowanych przez KPP, kilkakrotnie prewencyjnie aresztowany przed świętem 1 maja (1932, 1934, 1936). Podczas okupacji pracował w firmie budowlanej w Poznaniu, w lutym 1945 wstąpił do PPR. Był pełnomocnikiem Komitetu Wojewódzkiego (KW) PPR ds. aprowizacji miasta Poznania, brał też udział w przeprowadzaniu reformy rolnej w województwie poznańskim. Od lipca 1946 do 1956 pracował w WUBP w Poznaniu, kończąc służbę w stopniu starszego sierżanta. Następnie otrzymał rentę dla zasłużonych. Odznaczony Krzyżem Oficerskim Orderu Odrodzenia Polski. Pochowany na Cmentarzu na Junikowie.